# Sapri (5551)
Il Sapri (distintivo ottico 5551) è stato un cacciamine della Marina militare italiana. L'unità è la seconda imbarcazione della classe Lerici.
La strumentazione imbarcata comprende un sistema di navigazione e tracciamento, un ecogoniometro cacciamine ed un sistema per la localizzazione e distruzione di mine. Lo scafo è amagnetico ed antishock.
Il 24 settembre 2015 il Sapri e il gemello Lerici hanno effettuato la cerimonia dell'"Ultimo ammaina bandiera" che ha decretato il disarmo delle due unità dal Naviglio Militare dello Stato.